# Pleidell Ambrus
Pleidell Ambrus (Bagota, 1900. december 16. – Budapest, 1935. november 7.) levéltáros, történész.

## Élete
Tanulmányait a Budapesti Egyetemen végezte, 1922-ben bölcsészdoktori oklevelet szerzett. Ezután egy évig a bécsi Collegium Hungaricumban folytatott kutatásokat. Hazatérésétől kezdve az Országos Levéltárban működött, utóbb mint országos allevéltárnok.
Szerkesztője volt a Levéltári Közleményeknek, illetve a Századokban jelentek meg cikkei, tanulmányai. Gazdaságtörténettel és a középkori várostörténettel foglalkozott.
Sógora Schneider Miklós (1897-1945) tanár, levéltáros.

## Művei
- 1925 A nyugatra irányuló magyar középkori külkereskedelem. Budapest
- 1929 Reformtörekvések az iratkezelés terén. Levéltári Közlemények (tsz. Herzog József)
- 1929-1930 A magyar kincstár apatini telepei. Századok
- 1933 A fundus publicus. In: Károlyi emlékkönyv 1933
- 1934 A merkantilizmus történetéhez Magyarországon. Közgazdaságtudományi Szemle
- 1934 A magyar várostörténet első fejezete. Századok

Fordította Péchy Gáspár leveleit Nádasdy Tamáshoz.